# Atletismo nos Jogos Pan-Americanos de 1983 - Salto triplo masculino
A prova do salto triplo masculino nos Jogos Pan-Americanos de 1983 foi realizada em Havana, Cuba.

## Medalhistas
| Ouro                 | Prata                      | Bronze                     |
| Jorge Reyna CUB Cuba | Lazaro Betancourt CUB Cuba | José Salazar VEN Venezuela |

## Resultados
| Posição           | Nome                       | Nacionalidade         | Marca | Notas |
| ----------------- | -------------------------- | --------------------- | ----- | ----- |
| Medalha de ouro   | Jorge Reyna                | CUB Cuba              | 17.05 |       |
| Medalha de prata  | Lazaro Betancourt          | CUB Cuba              | 16.75 |       |
| Medalha de bronze | José Salazar               | VEN Venezuela         | 16.26 |       |
| 4                 | Dave Siler                 | USA Estados Unidos    | 16.11 |       |
| 5                 | Francisco dos Santos Filho | BRA Brasil            | 16.11 |       |
| 6                 | Francisco Pichott          | CHI Chile             | 14.39 |       |
| 7                 | Paget Spencer              | ANT Antígua e Barbuda | 14.10 |       |